# Iván Fundora
Iván Fundora Zaldívar (* 14. dubna 1976) je bývalý kubánský zápasník–volnostylař, bronzový olympijský medailista z roku 2004.

## Sportovní kariéra
Zápasení se věnoval od 8 let v rodném Güines pod vedením Isela Montera a záhy byl vybrán na sportovní školu v EIDE Julio Antonio Mella. Vrcholově se připravoval v Havaně ve sportovním středisku CEAR. V kubánské volnostylařské reprezentaci se pohyboval od roku 1995 ve váze do 62 kg a od roku 1997 ve váze do 69 kg jako reprezentační dvojka za Yosvany Sánchezem. Se Sanchézem prohrál v roce 2000 nominaci na olympijské hry v Sydney. V roce 2002 se měnily váhové limity a startoval ve váze do 74 kg. V roce 2004 uspěl v kubánské olympijské nominaci na olympijské hry v Athénách před Danielem Gonzálezem. V Athénách postoupil ze základní skupiny bez ztráty technického bodu. Ve čtvrtfinále porazil obhájce zlaté olympijské medaile Kanaďana Daniela Igaliho 3:1 na technické body. V semifinále nastoupil proti reprezentantu Kazachstánu Gennadiji Lalijevovi. Vyrovnané semifinále prohrál v závěrečné minutě, když nevyužil výhody v parteru a navíc se vzápětí nechal vytlačit ze žíněnky. Po prohře 4:5 na technické body nastoupil v souboji o třetí místo proti Poláku Krystianu Brzozowskému. Úvodní poločas prohrál po dvou trestech za pasivitu 0:1 a jeho soupeř udržel minimální vedení do konce regulérní hrací doby. Protože šlo o minimální bodový zisk a rozdíl, zápas pokračoval prodloužením. V něm hned na úvod rozhodčí nařídil klinč, který vyhrál a zápas dotáhl do vítězného konce 3:1 na technické body. Získal nečekanou bronzovou olympijskou medaili.
V roce 2007 se třetím místem na mistrovství světa v Istanbulu kvalifikoval na olympijské hry v Pekingu v roce 2008. V Pekingu prohrál ve čtvrtfinále s ruským Dagestáncem Buvajsarem Sajtijevem 0:2 na sety. Z oprav však postoupil do souboje o třetí místo proti Bulharu Kirilu Terzievovi. Úvodní set prohrál divokým skóre 5:6 na technické body, když ještě deset sekund před koncem prvního setu vedl 5:4. Druhý set měl podobný průběh, bez velkého taktizování rozhodly poslední sekundy druhého setu, když se navíc po boji v parteru nechal položit na lopatky. Obsadil dělené 5. místo. Sportovní kariéru ukončil v roce 2011.

## Výsledky
| Turnaj                  | 2003 | 2004 | 2005 | 2006 | 2007 | 2008 | 2009 | 2010 |
| Turnaj                  | 27   | 28   | 29   | 30   | 31   | 32   | 33   | 34   |
| Turnaj                  | -74  | -74  | -74  | -74  | -74  | -74  | -74  | -74  |
| ----------------------- | ---- | ---- | ---- | ---- | ---- | ---- | ---- | ---- |
| Olympijské hry          |      | 3.   |      |      |      | 5.   |      |      |
| Mistrovství světa       | —    |      | 7.   | úč.  | 3.   |      | úč.  | 5.   |
| Panamerické hry         | —    |      |      |      | 1.   |      |      |      |
| Panamerické mistrovství | 1.   | 1.   | 1.   | 1.   | 1.   | 1.   | 1.   | 1.   |
| Středoamerické a k. hry |      |      |      | —    |      |      |      | —    |